# Dunes, forêt et marais d'Olonne
Dunes, forêt et marais d'Olonne este o arie protejată (sit de importanță comunitară — SCI) din Franța întinsă pe o suprafață de 2.884 ha, din care 3 % marine.

## Localizare
Centrul sitului Dunes, forêt et marais d'Olonne este situat la coordonatele 46°34′00″N 1°49′06″W / 46.56667°N 1.81833°V.

## Înființare
Situl Dunes, forêt et marais d'Olonne a fost declarat arie specială de conservare în baza directivei 92/43 din 1992 referitoare la conservarea habitatelor naturale și a faunei și florei sălbatice pentru a proteja 1 specie de plante și 10 specii de animale.

## Biodiversitate
Situată în ecoregiunea atlantică, aria protejată conține 17 habitate naturale: Pajiștile Spartina (Spartinion maritimae), Pășuni mediteraneene udate de apa mării (Juncetalia maritimi), Dune mobile cu vegetație embrionară, Dune cu Salix repens ssp. argentea (Salicion arenariae), Dune împădurite din regiunile atlantică, continentală și boreală, Pajiști uscate seminaturale și facies de acoperire cu tufișuri pe substraturi calcaroase (Festuco-Brometalia) (* situri importante pentru orhidee), Păduri de Quercus ilex și Quercus rotundifolia, Mlaștini calcaroase cu Cladium mariscus și specii de Caricion davallianae, Dune de coastă fixe cu vegetație erbacee („dune gri”), Lagune de coastă, Vegetație anuală la limita mareei, Salicornia și alte specii anuale care populează regiunile mlăștinoase și nisipoase, Pășuni atlantice udate de apa mării (Glauco-Puccinellietalia maritimae), Tufărișuri halofile mediteraneene și termo-atlantice (Sarcocornetea fruticosi), Dune mobile de-a lungul țărmului cu Ammophila arenaria („dune albe”), Depresiuni intradunale umede, Faleze cu vegetație de pe coastele atlantice și baltice.
La baza desemnării sitului se află mai multe specii protejate:
- plante (1): Omphalodes littoralis
- amfibieni (1): triton cu creastă (Triturus cristatus)
- mamifere (2): vidră de râu (Lutra lutra), liliacul mic cu potcoavă (Rhinolophus hipposideros)
- nevertebrate (7): croitorul mare al stejarului (Cerambyx cerdo), Coenagrion mercuriale, Euplagia quadripunctaria, rădașcă (Lucanus cervus), Oxygastra curtisii, Rosalia alpina, Vertigo moulinsiana

Pe lângă speciile protejate, pe teritoriul sitului au mai fost identificate 3 specii de plante, 1 specie de păsări, 6 specii de amfibieni, 4 specii de mamifere, 2 specii de nevertebrate, 4 specii de reptile.